# Esa-Pekka Salonen

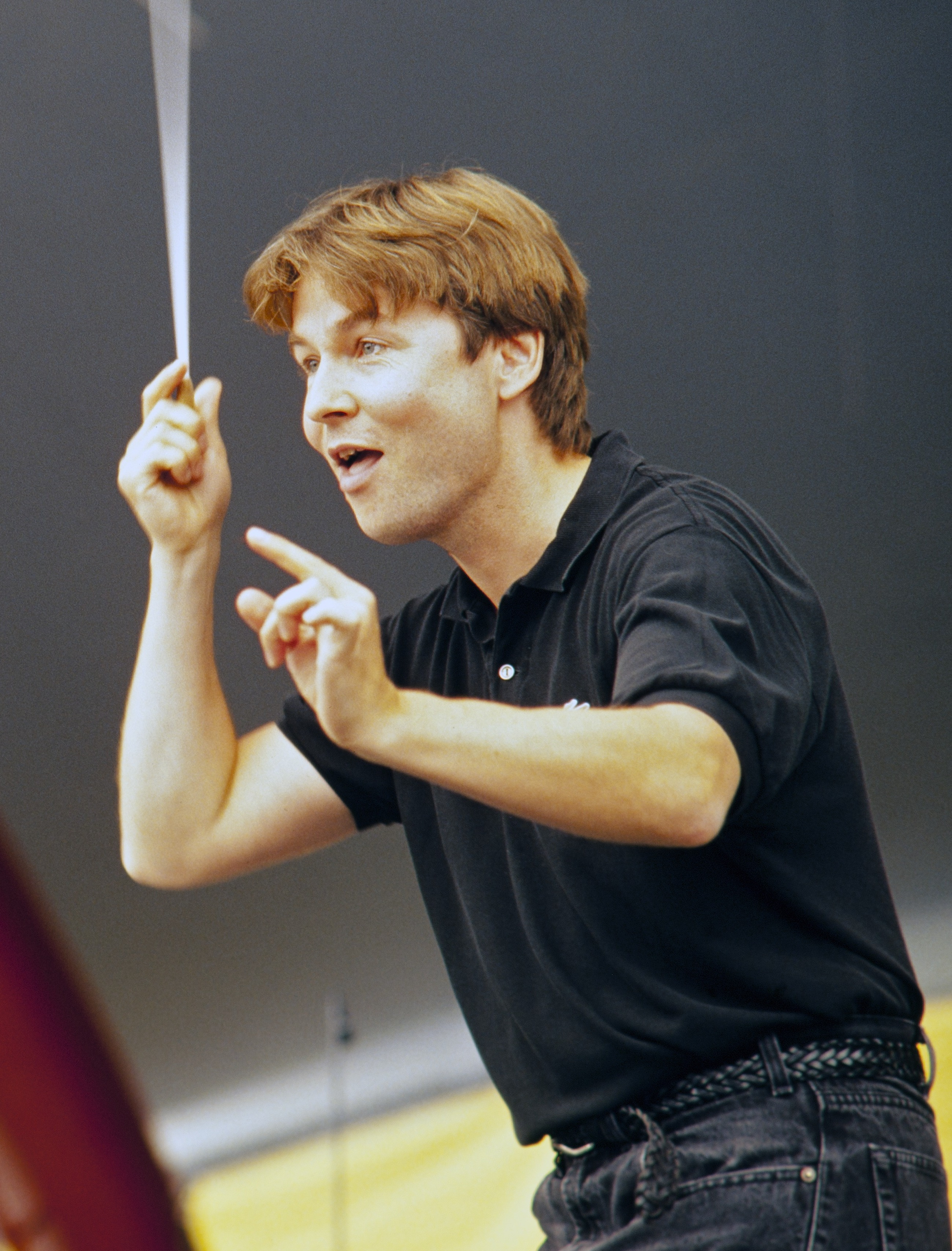
Esa-Pekka Salonen in 1997

Esa-Pekka Salonen (Helsinki, Finland, 30 juni 1958) is een prominent Fins dirigent en componist. Hij was van 1992 tot 2009 muzikaal directeur en chef-dirigent van het Los Angeles Philharmonic Orchestra, het orkest waarmee hij in 1984 zijn debuut in de Verenigde Staten maakte.

## Biografie
Salonen studeerde hoorn en compositieleer aan de Sibelius-Academie in Helsinki. Hij werd opgeleid tot dirigent door Jorma Panula. Onder zijn medestudenten bevonden zich Jukka-Pekka Saraste en Osmo Vänskä.
Samen met componist Magnus Lindberg, een van zijn medestudenten compositieleer, richtte hij de groep Korvat auki (voorstanders van zogenaamde nieuwe muziek) op, en het ensemble Toimii (die zich vooral met experimentele muziek zoals de composities Oren open en Het werkt (in het Fins) bezighielden). Later studeerde Salonen bij de componisten Franco Donatoni, Niccolò Castiglioni en Einojuhani Rautavaara.
Zijn eerste ervaring op het gebied van dirigeren deed hij op in 1979 met het Fins Radio Symfonieorkest, hoewel hij zichzelf destijds hoofdzakelijk als componist zag. Met de uitvoering van Mahlers Derde symfonie met het Philharmonia Orchestra in Londen in 1983 veranderde dat en was zijn naam als dirigent gevestigd. Sindsdien was hij een vaste gastdirigent van de Philharmonia, van 1985 tot 1994.
Van 1984 tot 1995 was Salonen chef-dirigent van het Symfonieorkest van de Zweedse Radio. In 1996 ontving hij de Zweedse koninklijke onderscheiding Litteris et Artibus. In Amerika maakte hij in 1984 zijn debuut met het Los Angeles Philharmonic Orchestra, waar hij sindsdien elk seizoen ten minste een keer met het orkest optrad. In 1989 kreeg hij van Executive VP Ernest Fleischmann de titel Principal Guest Conductor en ging met het orkest op tournee door Japan. André Previn, muzikaal directeur van het orkest, was niet gekend in deze beslissingen, waar hij tegen was. Dit verhoogde de bestaande controverse tussen Fleischmann en Previn en leidde ertoe dat Previn in april 1989 ontslag nam. Vier maanden later werd Salonen tot tiende muzikaal directeur van het orkest benoemd en verlengde hij zijn contract tot 2009. Aan het eind van het seizoen 2008-2009 droeg hij zijn functie over aan Gustavo Dudamel.
In november 2006 kondigde het Philharmonia Orchestra in Londen aan dat Salonen met ingang van het seizoen 2008-2009 de posities van chef-dirigent en artistiek adviseur op zich zou nemen. Hij zou deze functie tot en met het seizoen 2019/2020 bekleden. Daarnaast was hij in de periode 2016-2021 chef-dirigent bij de Finse Nationale Opera en Ballet in Helsinki.
Salonen staat bekend om zijn grote toewijding aan de hedendaagse muziek. Zijn opname van Witold Lutosławski's Derde symfonie won in 1985 de Gramophone Award voor beste opname van hedendaagse muziek. Later nam Salonen ook Lutosławski's Vierde symfonie op met het Los Angeles Philharmonic, eerst voor Sony Classical, en later maakte hij een live opname in de Walt Disney Concert Hall voor Deutsche Grammophon.
Onder Salonens composities bevinden zich ...auf den ersten blick und ohne zu wissen... (1980, een saxofoonconcert waarvan de titel refereert aan Franz Kafka's Het proces), Floof voor sopraan en ensemble (1982, op teksten van Stanisław Lem) en het orkestrale L.A. Variations (1996). Om meer tijd te kunnen besteden aan het componeren nam Salonen in het jaar 2000 een sabbatical van het dirigeren. Hij schreef toen een werk voor hoorn (Concert Étude, een competitie voor de Lieksa Brass Week), Dichotomie voor piano, Mania voor de cellist Anssi Karttunen en Gambit, een orkestrale compositie, die een verjaardagscadeau was voor zijn vriend Magnus Lindberg.
In 2001 componeerde Salonen Foreign Bodies, zijn grootste werk in termen van orkestratie; het openingsdeel van Dichotomie werd er in verwerkt. Twee andere orkestrale stukken volgden, Insomnia in 2002, en Wing On Wing in 2004.

## Geselecteerde composities
- 1982 Floof (kamermuziek)
- 1996 LA Variations (voor orkest)
- 1999 Five Images after Sappho (voor sopraan en kamerorkest)
- 2000 Dichotomie (piano)
- 2001 Foreign Bodies (voor orkest)
- 2002 Insomnia (voor orkest)
- 2000 Mania (voor cello en orkest)
- 2004 Wing on Wing (voor twee sopranen en orkest)
- 2005 Helix (voor orkest)
- 2007 Pianoconcert (voor piano en orkest)
- 2009 "Viool concerto"
- 2010 "Nyx" (voor orkest)

## Geselecteerde opnamen
- Concerto for Alto Saxophone; Floof; Meeting; Mimo II; Yta I; Yta II; Yta IIb; Yta III - Pekka Savijoki; Anu Komsi; Kari Krikku; Jukka Tiensuu; Jorma Valjakka; Mikael Helasvuo; Tuija Hakkila; Anssi Karttunen; Finnish Radio Symphony Orchestra; Avanti! Chamber Orchestra; Esa-Pekka Salonen - Finlandia 0927 43815 2
- Five Images After Sappho; Gambit; Giro; LA Variations; Mania - Dawn Upshaw; Anssi Karttunen; Los Angeles Philharmonic Orchestra; London Sinfonietta; Esa-Pekka Salonen - Sony SK89158
- Foreign Bodies; Insomnia; Wing on Wing - Anu Komsi; Piia Komsi; Finnish Radio Symphony Orchestra; Esa-Pekka Salonen; Deutsche Grammophon 477 5375
- Red Violin - Joshua Bell, viool; Philarmonia Orchestra; Sony Classical.